# Dunaújvárosi Acélbikák
Le Dunaújvárosi Acélbikák, abrégé en Dab.Docler, est un club de hockey sur glace basé à Dunaújváros en Hongrie. Il évolue dans le Championnat de Hongrie de hockey sur glace et dans la MOL Liga.

## Historique
L'histoire du hockey sur glace de Dunaújváros a démarré en 1973. C'est cette année-là que la première patinoire hongroise construite en province a été inaugurée. L'année suivante, la section hockey sur glace du club Dunaújvárosi Kohász a vu le jour, sous le nom donc de Dunaújvárosi Kohász SE. Après quelques années où seule une équipe jeune jouait, c'est en 1979 que l'équipe adulte a joué son premier match de championnat.
En 1985, une nouvelle page s'est tournée dans l'histoire du club. S'appuyant sur l'arrivée de plusieurs anciens internationaux provenant de Budapest ainsi que d'internationaux espoirs, Dunaújváros a joué son premier match d'OB I. en novembre de la même année.
Dans les années 1990, le Dunaújvárosi Kohász SE a disparu, le nouveau club portait alors le nom de Dunaferr SE. C'est dans la saison 1995–1996 que l'équipe a obtenu son premier sacre national. Ce titre a d'ailleurs également été le premier pour une équipe de sport collectif de la ville.
Lors de la saison 2003–2004, la société Dunaferr n'a plus réussi à assurer l'arrière-plan financier du club, c'est pourquoi ce dernier a dû fusionner avec le club municipal, le Dunaújvárosi AC. Deux ans plus tard, cette entité a également annoncé sa fermeture. Cependant, la même année, la société Dunaújvárosi Jégkorong Kft. a créé sa propre équipe pour que le hockey sur glace puisse continuer d'exister à Dunaújváros. La nouvelle équipe portait alors le nom de Dunaújvárosi Acélbikák-Extra.hu qui est enfin devenu Dunaújvárosi Acélbikák (Dab.Docler) dans la saison 2008–2009.

## Équipe
| No    | Nom                      | Nat. | Position  | Arrivée |
| ----- | ------------------------ | ---- | --------- | ------- |
| +005, | Peter Sevela             |      | Gardien   |         |
| +030, | Tamás Kiss               |      | Gardien   |         |
| +033, | Janis Kalnins            |      | Gardien   |         |
| +007, | Victor Axelsson Lindgren |      | Défenseur |         |
| +015, | Gellért Hruby            |      | Défenseur |         |
| +017, | Huba Péter               |      | Défenseur |         |
| +021, | Henrich Jabornik         |      | Défenseur |         |
| +028, | Adrián Hüffner           |      | Défenseur |         |
| +042, | Richárd Nagy             |      | Défenseur |         |
| +067, | Tamás Erdélyi            |      | Défenseur |         |
| +089, | Róbert Szabados          |      | Défenseur |         |
| +010, | Balázs Somogyi           |      | Attaquant |         |
| +011, | Balázs Ladányi           |      | Attaquant |         |
| +012, | Attila Pavuk             |      | Attaquant |         |
| +026, | Viktor Papp              |      | Attaquant |         |
| +027, | Andy Contois             |      | Attaquant |         |
| +038, | Erik Magosi              |      | Attaquant |         |
| +041, | Ádám Zoltán Hegyi        |      | Attaquant |         |
| +044, | René Léránt              |      | Attaquant |         |
| +049, | Tamás Gröschl            |      | Attaquant |         |
| +077, | Imre Peterdi             |      | Attaquant |         |
| +088, | Nikandrosz Galanisz      |      | Attaquant |         |
| +090, | Zsolt Azari              |      | Attaquant |         |
| +091, | Dávid Szappanos          |      | Attaquant |         |
| +097, | Ákos Kiss                |      | Attaquant |         |

### Staff technique
- Entraîneur-chef : Stephan Lundh
- Entraîneur adjoint : Jonas Johnson
- Manager : Bence Boda
- Préparateurs physiques : Randy Smith, Szabolcs Somogyi
- Entraîneur des gardiens : Norbert Berényi

### Adresses
- Siège : 2400 Dunaújváros, Korányi Sándor utca 1.
- Salle : 2400 Dunaújváros, Eszperantó u. 4.

## Palmarès
- Borsodi Liga : 
  - Vainqueur (4) : 1996, 1998, 2000, 2002.
  - Vice-champion (7) :  1997, 1999, 2001, 2003, 2004, 2005, 2007.
- Coupe de Hongrie :
  - Vainqueur (8) : 1995, 1996, 1998, 2001, 2000, 2002, 2003, 2004.
- MOL Liga : 
  - Vainqueur (2) : 2012, 2013.

## Anciens joueurs
- Ákos Agárdy
- Viktor Szélig
- Viktor Tokaji
- János Vas
- Márton Vas